# Rafael Mateos Yuste
Pour les articles homonymes, voir Yuste.
Rafael Mateos Yuste, né le 22 juin 1947, est un homme politique espagnol membre du Parti populaire (PP).

## Biographie

### Vie privée
Il est divorcé et père d'une fille et deux fils.

### Activités politiques
Le 20 décembre 2015, il est élu sénateur pour Cáceres au Sénat et réélu en 2016.